# Distretto di In Ghar
Il distretto di In Ghar è un distretto della provincia di In Salah, in Algeria, con capoluogo In Ghar.